# Nekrolog 2. Quartal 1954
Nekrolog
◄◄
| ◄
| 1950
| 1951
| 1952
| 1953
| 1954 | 1955 | 1956 | 1957 | 1958 | ► | ►►
1. Quartal |
2. Quartal |
3. Quartal |
4. Quartal 1954
Weitere Ereignisse | Allgemeiner Nekrolog 1954
Die Beschreibung der verstorbenen Person sollte so kurz wie möglich gehalten sein und nur deren signifikante Tätigkeit(en) enthalten.
Neue Namen ggf. auch unter dem Geburts- und Sterbedatum, also etwa unter 1. Januar und im Geburts- und Sterbejahr (2024) eintragen (nur bei entsprechender großer Wichtigkeit). Für Beispiele siehe die schon vorhandenen Artikel.
Außerdem über die fünf zuletzt Verstorbenen, zu denen es einen ausreichend guten Artikel für eine Präsentation auf der Hauptseite gibt, nach der todesbedingten Überarbeitung der Artikel ggf. auch unter Wikipedia Diskussion:Hauptseite informieren und sie am besten auch in den anderen Wikipedia-Sprachversionen eintragen. Tipp: Regelmäßig bei news.google.de nach „ist tot“, „gestorben“ oder „verstorben“ suchen.
Wenn eine Person gestorben ist, gibt es viele Seiten zu dieser Person in der Wikipedia, die davon auch betroffen sind und entsprechend aktualisiert werden müssen. Beispiele: Namenübersichtsseite, Geburtsjahr, Geburtsort-Seiten und viele mehr.
Wie finde ich die betroffenen Seiten?
Im Suchfeld auf der linken Seite gibt man den Suchbegriff so ein: „Vorname Nachname“. Dann klickt man auf Volltext und alle Seiten mit entsprechendem Suchtext werden aufgerufen. Hier sieht man dann schnell, wo auch das Todesjahr Sinn macht oder sogar ein Teil des Artikels angepasst werden muss. Auch hilft das „Werkzeug“ auf der linken Seite sehr gut, um solche Seiten aufzufinden: „Links auf diese Seite“. Somit ist die Wikipedia wieder aktuell in allen Bereichen! Hinweis: bei Eintragung der Kategorie „Gestorben JAHR“ wird der Missbrauchsfilter 49 ausgelöst, was jedoch nicht schlimm ist. Siehe: Spezial:Missbrauchsfilter/49
Dies ist eine Liste von im zweiten Quartal 1954 verstorbenen bekannten Persönlichkeiten. Die Einträge erfolgen innerhalb der einzelnen Daten alphabetisch sortiert. Tiere sind im Nekrolog für Tiere zu finden.

## April
| Tag       | Name                                | Beruf, bekannt als                                                                                              | Alter | Beleg |
| --------- | ----------------------------------- | --- | ----- | ----- |
| 1. April  | Rudolf Eisenmann                    | deutscher Dirigent, Komponist und Musikpädagoge                                                                 | 59    |       |
| 1. April  | Ramón Guzmán                        | spanischer Fußballspieler und -trainer                                                                          | 52    |       |
| 1. April  | Jan Thomée                          | niederländischer Fußballspieler                                                                                 | 67    |       |
| 1. April  | Franz Wein                          | deutscher Verwaltungsjurist                                                                                     | 69    |       |
| 2. April  | Maud Barger-Wallach                 | US-amerikanische Tennisspielerin                                                                                | 83    |       |
| 2. April  | Friedrich Eduard von Buchwaldt      | deutscher Adeliger, Klosterpropst zu Uetersen und Politiker                                                     | 83    |       |
| 2. April  | Anton Fehr                          | deutscher Agrarwirtschaftler und Politiker, MdR                                                                 | 72    |       |
| 2. April  | Hans Freytag                        | deutscher Diplomat                                                                                              | 84    |       |
| 2. April  | Frederik Fuglsang                   | dänischer Kameramann                                                                                            | 66    |       |
| 2. April  | William Heffelfinger                | US-amerikanischer Footballspieler                                                                               | 86    |       |
| 2. April  | Hoyt S. Vandenberg                  | US-amerikanischer Vier-Sterne-General; Luftflottenkommandeur im Zweiten Weltkrieg; CIA-Direktor; Generalstab... | 55    |       |
| 3. April  | Remzi Oğuz Arık                     | türkischer Archäologe und Politiker                                                                             | 54    |       |
| 3. April  | Max Salzberg                        | Philologe, Privatlehrer und Schriftsteller                                                                      | 71    |       |
| 3. April  | Aristides de Sousa Mendes           | portugiesischer Generalkonsul in Bordeaux und Retter (von 30.000 Menschen) im Zweiten Weltkrieg                 | 68    |       |
| 3. April  | Ernest Vajda                        | ungarischer Drehbuchautor                                                                                       | 67    |       |
| 4. April  | Frederick Antal                     | ungarischer Kunsthistoriker                                                                                     | 65    |       |
| 4. April  | Johannes Hofmann                    | deutscher Bibliothekar in Leipzig                                                                               | 65    |       |
| 4. April  | Sigurd Juslén                       | finnischer Segler                                                                                               | 68    |       |
| 4. April  | Frederick Lonsdale                  | britischer Librettist und Dramatiker                                                                            | 73    |       |
| 4. April  | Alfred Merton                       | deutscher Unternehmer                                                                                           | 75    |       |
| 4. April  | Wilhelm Piec                        | polnischer Fußballspieler                                                                                       | 38    |       |
| 5. April  | Claude Delvincourt                  | französischer Komponist                                                                                         | 66    |       |
| 5. April  | Jesús María Echavarría y Aguirre    | mexikanischer Geistlicher, Bischof von Saltillo                                                                 | 95    |       |
| 5. April  | Märtha von Schweden                 | norwegische Adelige, Kronprinzessin von Norwegen                                                                | 53    |       |
| 6. April  | Richard Burian                      | österreichischer Physiologe                                                                                     | 83    |       |
| 6. April  | Tiger Jack Fox                      | US-amerikanischer Halbschwergewichtsboxer und NYSAC-Weltmeister                                                 | 47    |       |
| 7. April  | Christian Heinrich Kleukens         | deutscher Drucker und Typograph                                                                                 | 74    |       |
| 7. April  | Friedrich Schluckebier der Jüngere  | deutscher Bildhauer                                                                                             | 78    |       |
| 07. April | Imre Zachár                         | ungarischer Schwimmer                                                                                           | 63    |       |
| 8. April  | Edwin Grasse                        | US-amerikanischer Geiger, Pianist, Organist und Komponist                                                       | 69    |       |
| 8. April  | Fritzi Scheff                       | österreichische Opernsängerin (Sopran) und Schauspielerin                                                       | 74    |       |
| 8. April  | Karl Schmitt                        | Gewerkschafter und Abgeordneter                                                                                 | 64    |       |
| 8. April  | Johannes Gottlob Paul Voigt         | Landrat, Industriemanager, Verwaltungsrichter                                                                   | 64    |       |
| 9. April  | Giulio Beda                         | italienisch-deutscher Maler                                                                                     | 75    |       |
| 9. April  | Wacław Borowski                     | polnischer Maler                                                                                                | 68    |       |
| 10. April | Robert Bleichsteiner                | österreichischer Ethnologe                                                                                      | 63    |       |
| 10. April | Guelfo Civinini                     | italienischer Dichter, Dramatiker, Journalist und Archäologe                                                    | 80    |       |
| 10. April | Ludwig Curtius                      | deutscher Klassischer Archäologe                                                                                | 79    |       |
| 10. April | Pieter Nicolaas van Eyck            | niederländischer Schriftsteller, Lyriker, Kritiker und Literaturhistoriker                                      | 66    |       |
| 10. April | Paul von Hodenberg                  | deutscher Verwaltungsbeamter und Rittergutsbesitzer                                                             | 72    |       |
| 10. April | Eugen Kolb                          | deutscher Jurist, Reichsgerichtsrat                                                                             | 74    |       |
| 10. April | Auguste Lumière                     | französischer Erfinder und Unternehmer                                                                          | 91    |       |
| 10. April | Oscar Mathisen                      | norwegischer Eisschnellläufer                                                                                   | 65    |       |
| 10. April | Robert Lindsay Graeme Ritchie       | schottischer Romanist und Mediävist                                                                             | 73    |       |
| 11. April | Felix Plieninger                    | deutscher Paläontologe                                                                                          | 85    |       |
| 11. April | August Roth                         | Schweizer Jurist und Politiker (SP)                                                                             | 60    |       |
| 11. April | Paul Specht                         | US-amerikanischer Bandleader                                                                                    | 59    |       |
| 11. April | Hans Tietze                         | österreichischer Kunsthistoriker                                                                                | 74    |       |
| 12. April | Dwight Griswold                     | US-amerikanischer Politiker                                                                                     | 60    |       |
| 12. April | Rudolf Krasselt                     | deutscher Violoncellist und Dirigent                                                                            | 75    |       |
| 12. April | Pim Mulier                          | niederländischer Sportfunktionär                                                                                | 89    |       |
| 12. April | Heinrich Rüther                     | deutscher lutherischer Geistlicher und Heimatforscher                                                           | 87    |       |
| 12. April | Milan Srškić                        | serbischer Politiker und Premierminister von Jugoslawien                                                        | 74    |       |
| 12. April | Franz Xaver Unterseher              | deutscher Maler und Medailleur                                                                                  | 66    |       |
| 13. April | Ernest Glover                       | britischer Langstreckenläufer                                                                                   | 63    |       |
| 13. April | Samuel Jones                        | US-amerikanischer Hochspringer und Olympiasieger                                                                | 74    |       |
| 13. April | Karl Stemolak                       | österreichischer Bildhauer                                                                                      | 78    |       |
| 14. April | Lil Green                           | US-amerikanische Blues-Sängerin                                                                                 | 34    |       |
| 14. April | Gilbert Rahm                        | deutscher Geistlicher und Zoologe                                                                               | 68    |       |
| 14. April | Siegfried von Roedern               | deutscher Politiker der Kaiserzeit und Weimarer Republik                                                        | 83    |       |
| 14. April | Michael Schugalté                   | russischer Geiger, Kapellmeister und Komponist                                                                  | 64    |       |
| 15. April | Laurence Carr                       | britischer Heeresoffizier, Generalleutnant                                                                      | 68    |       |
| 15. April | Arthur Fickenscher                  | US-amerikanischer Komponist                                                                                     | 83    |       |
| 15. April | Ingolf Schanche                     | norwegischer Schauspieler und Theaterintendant                                                                  | 76    |       |
| 15. April | Max Walleser                        | deutscher Indologe, Buddhologe                                                                                  | 79    |       |
| 15. April | Feliks Wrobel                       | polnischer Komponist                                                                                            | 59    |       |
| 16. April | Friedrich Arenhövel                 | deutscher Schriftsteller                                                                                        | 68    |       |
| 16. April | Will Batts                          | US-amerikanischer Bluessänger und Musiker (Geige, Gitarre)                                                      | 50    |       |
| 16. April | Ernst Krenn                         | österreichischer Skandinavist, spezialisiert auf die Färöer                                                     | 56    |       |
| 16. April | Juan Vicente Lecuna                 | venezolanischer Diplomat und Komponist                                                                          | 54    |       |
| 16. April | Lorenz Rogger                       | Schweizer katholischer Geistlicher und Pädagoge                                                                 | 75    |       |
| 16. April | Luís Martins de Souza Dantas        | brasilianischer Diplomat und Gerechter unter den Völkern                                                        | 78    |       |
| 17. April | Franz Zeno Diemer                   | deutscher Pilot                                                                                                 | 64    |       |
| 17. April | Lucrețiu Pătrășcanu                 | rumänischer Jurist und Politiker                                                                                | 53    |       |
| 17. April | Arthur Preil                        | deutscher Volkssänger                                                                                           | 67    |       |
| 17. April | Maximilian Salzmann                 | österreichischer Augenarzt und Hochschullehrer                                                                  | 91    |       |
| 18. April | Helen Crawfurd                      | schottisch-britische Suffragette, Mietstreikorganisatorin, kommunistische Aktivistin und Politikerin            | 76    |       |
| 18. April | Edward Cucuel                       | US-amerikanischer Maler und Illustrator                                                                         | 78    |       |
| 18. April | Émile Marcelin                      | französischer Komponist                                                                                         | 47    |       |
| 18. April | Auber Octavius Neville              | australischer Beamter und Aborigines-Beauftragter                                                               | 78    |       |
| 18. April | Denis Verschueren                   | belgischer Radrennfahrer                                                                                        | 57    |       |
| 18. April | Georg Philipp Wörlen                | deutscher Maler und Graphiker                                                                                   | 67    |       |
| 18. April | Otto Wymann                         | Schweizer Politiker                                                                                             | 67    |       |
| 19. April | Johannes Hönig                      | deutscher Literaturhistoriker                                                                                   | 65    |       |
| 20. April | Omer Beaugendre                     | französischer Radsportler                                                                                       | 70    |       |
| 20. April | Max Seppel                          | deutscher Politiker (SPD), MdR                                                                                  | 73    |       |
| 20. April | Willibald Utz                       | deutscher Offizier, zuletzt Generalleutnant im Zweiten Weltkrieg                                                | 61    |       |
| 21. April | Ramon Diokno                        | philippinischer Politiker und Richter                                                                           | 68    |       |
| 21. April | Lou Heim                            | US-amerikanischer Ruderer                                                                                       | 79    |       |
| 21. April | Emil Leon Post                      | polnisch-US-amerikanischer Mathematiker und Logiker                                                             | 57    |       |
| 21. April | Konrad Tag                          | deutscher Glaskünstler und Glasgraveur                                                                          | 50    |       |
| 22. April | Samuel Dickstein                    | US-amerikanischer Politiker                                                                                     | 69    |       |
| 22. April | Hermann Kellermann                  | deutscher Politiker, Gewerkschaftsfunktionär                                                                    | 66    |       |
| 22. April | Jörg Lanz von Liebenfels            | österreichischer Rassenideologe                                                                                 | 79    |       |
| 22. April | Ernst Hugo Lorenz-Murowana          | deutscher Restaurator sowie Landschafts-, Stillleben- und Marinemaler                                           | 81    |       |
| 22. April | Salvador Valeri i Pupurull          | katalanischer Architekt                                                                                         | 80    |       |
| 23. April | Peter Kraus                         | deutscher Kriminalrat, SS-Führer sowie Gestapomitarbeiter                                                       | 55    |       |
| 23. April | Arthur Stöcklin                     | Schweizer Maurermeister                                                                                         | 80    |       |
| 24. April | Guy Mairesse                        | französischer Formel-1-Fahrer                                                                                   | 43    |       |
| 24. April | Fritz Schaefler                     | deutscher Maler und Grafiker des Expressionismus                                                                | 65    |       |
| 24. April | Augustin Schuldis                   | deutscher katholischer Priester, Päpstlicher Hausprälat und Ehrendomkapitular                                   | 62    |       |
| 24. April | Friedrich Siebel                    | deutscher Pilot und Flugzeugfabrikant                                                                           | 63    |       |
| 24. April | Michail Leonidowitsch Starokadomski | russischer Komponist und Organist                                                                               | 52    |       |
| 24. April | Carl Winkler                        | deutsch-schweizerischer Unternehmer                                                                             | 77    |       |
| 25. April | Guillaume Dupuis                    | kanadischer Chorleiter und Musikpädagoge                                                                        | 66    |       |
| 25. April | Lidija Nikolajewna Seifullina       | russische Lehrerin, Bibliothekarin und Autorin von Prosawerken und Theaterstücken                               | 65    |       |
| 26. April | Anton von Codelli                   | Erfinder | 79    |       |
| 26. April | Carl Dotter                         | deutscher Mundartdichter                                                                                        | 69    |       |
| 26. April | Alfred Kiel                         | Landtagsabgeordneter Volksstaat Hessen                                                                          | 75    |       |
| 26. April | Gustav Winkler                      | deutscher Textilfabrikant und Mäzen                                                                             | 86    |       |
| 27. April | Antoni Bolesław Dobrowolski         | polnischer Geophysiker                                                                                          | 81    |       |
| 27. April | Thorvald Ellegaard                  | dänischer Radrennfahrer                                                                                         | 77    |       |
| 27. April | Rolf Lauckner                       | deutscher Schriftsteller                                                                                        | 66    |       |
| 27. April | Richard Schmitz                     | österreichischer Politiker (CS), Abgeordneter zum Nationalrat                                                   | 68    |       |
| 28. April | William Scott Ferguson              | US-amerikanischer Althistoriker                                                                                 | 78    |       |
| 28. April | Johannes Große Winkelsett           | deutscher Politiker (Zentrum, CDU), MdL                                                                         | 58    |       |
| 28. April | Herbert Grossberger                 | österreichisch-israelischer Dichter, Verleger und Zeichner                                                      | 63    |       |
| 28. April | Bruno Jacob                         | deutscher Schriftsteller und Heimatforscher                                                                     | 72    |       |
| 28. April | Knud Leonard Knudsen                | norwegischer Turner                                                                                             | 74    |       |
| 28. April | Wendelin Rauch                      | Erzbischof von Freiburg im Breisgau                                                                             | 68    |       |
| 28. April | Ferdinand Carl von Stumm            | deutscher Diplomat, Industrieller und Rittergutsbesitzer                                                        | 73    |       |
| 29. April | Léon Jouhaux                        | französischer Gewerkschafter und Friedensnobelpreisträger                                                       | 74    |       |
| 29. April | Joe May                             | österreichischer Regisseur und Produzent                                                                        | 73    |       |
| 29. April | Albert Rimli                        | Schweizer Architekt                                                                                             | 83    |       |
| 30. April | Friedrich Bödecker                  | deutscher Pädagoge                                                                                              | 57    |       |
| 30. April | Christian Dauvergne                 | französischer Automobilrennfahrer                                                                               | 63    |       |
| 30. April | George Reginald Geary               | Rechtsanwalt, Politiker und der 35. Bürgermeister von Toronto                                                   | 80    |       |
| 30. April | Wolfgang Saalfeldt                  | deutscher Chirurg und Frauenarzt                                                                                | 63    |       |
| April     | Texas Alexander                     | US-amerikanischer Blues-Sänger                                                                                  | 53    |       |

## Mai
| Tag     | Name                                    | Beruf, bekannt als                                                                                              | Alter | Beleg |
| ------- | --------------------------------------- | --- | ----- | ----- |
| 1. Mai  | Johnny Aubert                           | Schweizer Pianist                                                                                               | 64    |       |
| 1. Mai  | Erich Exel                              | österreichischer Jurist und Politiker (ÖVP), Landtagsabgeordneter                                               | 64    |       |
| 1. Mai  | Wilhelm Heuckmann                       | erster Generalsekretär des Deutschen Weinbauverbandes                                                           | 56    |       |
| 1. Mai  | Arthur Johnston                         | US-amerikanischer Songtexter und Komponist                                                                      | 56    |       |
| 1. Mai  | Johannes Luther                         | deutscher Germanist und Bibliothekar                                                                            | 92    |       |
| 1. Mai  | Tom Tyler                               | US-amerikanischer Schauspieler                                                                                  | 50    |       |
| 2. Mai  | Felix Eugen Fritsch                     | britischer Botaniker                                                                                            | 75    |       |
| 2. Mai  | Hans Martz                              | Schweizer Arzt                                                                                                  | 65    |       |
| 3. Mai  | Erich Hancke                            | deutscher Kunstschriftsteller und Maler                                                                         | 83    |       |
| 3. Mai  | Earnest Hooton                          | US-amerikanischer Paläoanthropologe und Hochschullehrer                                                         | 66    |       |
| 3. Mai  | Miguel Romera-Navarro                   | US-amerikanischer Romanist, Hispanist und Literaturwissenschaftler spanischer Herkunft                          | 68    |       |
| 3. Mai  | William Straube                         | deutscher Maler                                                                                                 | 82    |       |
| 4. Mai  | Eugen Jäckh                             | württembergischer evangelischer Pfarrer                                                                         | 77    |       |
| 4. Mai  | Rudolf Urtel                            | deutscher Fernsehpionier                                                                                        | 48    |       |
| 5. Mai  | Franz Aubell                            | österreichischer Geodät                                                                                         | 76    |       |
| 5. Mai  | Heinz Hille                             | deutscher Regisseur und Filmproduzent                                                                           | 63    |       |
| 5. Mai  | Henri Laurens                           | französischer Bildhauer und Zeichner                                                                            | 69    |       |
| 5. Mai  | Julius Steeger                          | deutscher Verleger und Politiker (SPD)                                                                          | 73    |       |
| 5. Mai  | Rudolf Vejtruba                         | tschechischer Radrennfahrer                                                                                     | 71    |       |
| 6. Mai  | Cecilie zu Mecklenburg                  | letzte Kronprinzessin des deutschen Kaiserreichs                                                                | 67    |       |
| 6. Mai  | B. C. Forbes                            | schottisch-US-amerikanischer Journalist und Autor                                                               | 73    |       |
| 6. Mai  | Elisabeth Grüttefien-Kiekebusch         | deutsche Landschaftsmalerin                                                                                     | 83    |       |
| 6. Mai  | Peter Lorson                            | deutsch-französischer Ordensgeistlicher, katholischer Theologe und Schriftsteller                               | 56    |       |
| 6. Mai  | Walther Plouda                          | deutscher Politiker (DVP, Ordnungsbund), MdL                                                                    | 76    |       |
| 6. Mai  | Wilhelmine Redlich                      | österreichische Malerin                                                                                         | 84    |       |
| 6. Mai  | Friedrich Paul Selbmann                 | deutscher Unternehmer und Politiker                                                                             | 75    |       |
| 7. Mai  | Giovanni Gerbi                          | italienischer Radrennfahrer                                                                                     | 68    |       |
| 7. Mai  | Richard Müller                          | österreichischer Maler und Grafiker                                                                             | 79    |       |
| 8. Mai  | Ferdinand Doblhammer                    | oberösterreichischer Politiker (SPÖ), Landtagsabgeordneter                                                      | 62    |       |
| 8. Mai  | Cornelius F. Klassen                    | Persönlichkeit der mennonitischen Hungerhilfe und der mennonitischen Auswanderung und Kolonisierung in Russl... | 59    |       |
| 9. Mai  | Volquart Pauls                          | deutscher Historiker                                                                                            | 70    |       |
| 9. Mai  | Ernst Scheffler                         | deutscher Politiker (KPD/SED)                                                                                   | 62    |       |
| 10. Mai | Andō Kisaburō                           | japanischer Generalleutnant und Politiker, Minister                                                             | 75    |       |
| 10. Mai | Ekkehard Arendt                         | österreichischer Schauspieler                                                                                   | 61    |       |
| 10. Mai | Lillian Metge                           | irische Suffragette                                                                                             | 82    |       |
| 10. Mai | Leopold Neuhaus                         | deutscher Rabbiner                                                                                              | 75    |       |
| 10. Mai | Erik Reger                              | deutscher Schriftsteller und Journalist                                                                         | 60    |       |
| 11. Mai | Sait Faik                               | türkischer Schriftsteller                                                                                       | 47    |       |
| 11. Mai | Karl Hölkeskamp                         | Politiker, Kommunalbeamter                                                                                      | 71    |       |
| 11. Mai | Bernhard Kayser                         | deutscher Augenarzt                                                                                             | 84    |       |
| 11. Mai | Henri Koch                              | luxemburgischer Bobfahrer                                                                                       | 49    |       |
| 11. Mai | B. Frank Whelchel                       | US-amerikanischer Politiker                                                                                     | 58    |       |
| 12. Mai | Georg Belwe                             | deutscher Typograf, Schriftdesigner und Lehrer                                                                  | 75    |       |
| 12. Mai | Emil Fischer                            | Schweizer Entomologe                                                                                            | 85    |       |
| 12. Mai | William Joseph Hafey                    | US-amerikanischer Geistlicher, römisch-katholischer Bischof von Raleigh                                         | 65    |       |
| 12. Mai | Clyde R. Hoey                           | US-amerikanischer Politiker                                                                                     | 76    |       |
| 12. Mai | Julius Kaljo                            | estnischer Fußballspieler                                                                                       | 44    |       |
| 13. Mai | Matthew Denver                          | US-amerikanischer Politiker                                                                                     | 83    |       |
| 13. Mai | Richard Hindorf                         | deutscher Agrarwissenschaftler und Forscher                                                                     | 90    |       |
| 13. Mai | Adolf Messer                            | deutscher Konstrukteur und Industrieller                                                                        | 76    |       |
| 14. Mai | Heinz Guderian                          | deutscher Offizier und Generaloberst im Zweiten Weltkrieg                                                       | 65    |       |
| 15. Mai | Atanas Burow                            | bulgarischer Bankier, Politiker und bulgarischer Außenminister (1926–1931)                                      | 79    |       |
| 15. Mai | Carl Clewing                            | deutscher Kammersänger (Tenor), Bühnen- und Filmschauspieler                                                    | 70    |       |
| 15. Mai | Norbert Jacques                         | luxemburgischer Schriftsteller                                                                                  | 73    |       |
| 15. Mai | William March                           | US-amerikanischer Schriftsteller                                                                                | 60    |       |
| 15. Mai | Willard Learoyd Sperry                  | kongregationalistischer Geistlicher und Dekan der Harvard Divinity School                                       | 72    |       |
| 15. Mai | Hans Zimmermann                         | deutscher Architekt                                                                                             | 66    |       |
| 16. Mai | Heinrich Acker                          | deutscher Politiker, MdV, Landrat                                                                               | 58    |       |
| 16. Mai | Werner Bischof                          | Schweizer Fotograf                                                                                              | 38    |       |
| 16. Mai | Clemens Krauss                          | österreichischer Dirigent                                                                                       | 61    |       |
| 16. Mai | Pat McDonald                            | US-amerikanischer Leichtathlet                                                                                  | 75    |       |
| 16. Mai | Adolf Schellenberg                      | deutscher Zoologe                                                                                               | 71    |       |
| 16. Mai | Eduard Wenck                            | deutscher Schauspieler                                                                                          | 60    |       |
| 17. Mai | Samuel Belov                            | US-amerikanischer Geiger, Bratschist und Musikpädagoge                                                          |       |       |
| 17. Mai | Hans Richter                            | deutscher Jurist, Reichsanwalt und Bundesrichter                                                                | 69    |       |
| 18. Mai | Heinrich Walther                        | Schweizer Politiker (Katholisch-Konservative)                                                                   | 91    |       |
| 18. Mai | Friedrich Wenz                          | deutscher Verwaltungsbeamter                                                                                    | 78    |       |
| 19. Mai | Catarina Eufémia                        | portugiesische Landarbeiterin, von der Sicherheitspolizei erschossen                                            | 26    |       |
| 19. Mai | Charles Ives                            | US-amerikanischer Komponist klassischer Musik                                                                   | 79    |       |
| 19. Mai | Waldus Nestler                          | deutscher Reformpädagoge                                                                                        | 67    |       |
| 19. Mai | Max Oppenheimer                         | österreichischer Maler                                                                                          | 68    |       |
| 19. Mai | Johannes Joseph van der Velden          | katholischer Bischof von Aachen                                                                                 | 62    |       |
| 19. Mai | Claude Weaver                           | US-amerikanischer Politiker                                                                                     | 87    |       |
| 20. Mai | Richard Atkinson Abbott                 | neuseeländischer Architekt                                                                                      | 71    |       |
| 20. Mai | Carl Brinkmann                          | deutscher Soziologe und Volkswirt                                                                               | 69    |       |
| 20. Mai | Selig Brodetsky                         | britischer Mathematiker und Hochschullehrer                                                                     | 66    |       |
| 20. Mai | Henry Rambusch                          | dänischer Fußballspieler                                                                                        | 72    |       |
| 20. Mai | Paul Thiemann                           | baltendeutscher Stummfilmproduzent                                                                              | 62    |       |
| 20. Mai | Hans von Wolzogen                       | deutscher Drehbuchautor, Regisseur und Filmproduzent                                                            | 65    |       |
| 21. Mai | Max Fischer                             | deutscher Journalist                                                                                            | 61    |       |
| 21. Mai | Otto Huber                              | deutscher Priester, Pater und Comboni-Missionar, Missionspionier in Afrika                                      |       |       |
| 22. Mai | Chief Bender                            | US-amerikanischer Baseballspieler                                                                               | 70    |       |
| 22. Mai | Francis Maurice Gustavus du Plat Taylor | britischer Schiffsingenieur                                                                                     | 75    |       |
| 22. Mai | Max Weiss                               | deutscher Maler und Grafiker                                                                                    | 70    |       |
| 23. Mai | Herbert Baer                            | deutscher Maschinenbau-Ingenieur und Hochschullehrer                                                            | 72    |       |
| 23. Mai | Herbert Böttger                         | deutscher Maler                                                                                                 | 55    |       |
| 23. Mai | Heinrich Hörlein                        | deutscher Unternehmer und Hochschullehrer für Medizin                                                           | 71    |       |
| 23. Mai | Tecelin Jaksch                          | tschechischer Ordensgeistlicher (OCist) und Abt                                                                 | 69    |       |
| 23. Mai | Karl Sczuka                             | deutscher Komponist                                                                                             | 53    |       |
| 24. Mai | Vladimir Becić                          | jugoslawischer Maler                                                                                            | 67    |       |
| 24. Mai | Erwin Biegel                            | deutscher Schauspieler und Synchronsprecher                                                                     | 58    |       |
| 24. Mai | Lewis Leigh Fermor                      | englischer Geologe                                                                                              | 73    |       |
| 24. Mai | Edwin Rolfe                             | US-amerikanischer Dichter                                                                                       |       |       |
| 24. Mai | Arno Schirokauer                        | deutscher Schriftsteller und Germanist                                                                          | 54    |       |
| 24. Mai | William Van Alen                        | US-amerikanischer Architekt                                                                                     | 71    |       |
| 25. Mai | Lilly Braumann-Honsell                  | deutsche Seglerin und Autorin                                                                                   | 78    |       |
| 25. Mai | Robert Capa                             | US-amerikanischer Fotograf ungarischer Herkunft                                                                 | 40    |       |
| 25. Mai | Albert Helgerud                         | norwegischer Sportschütze                                                                                       | 77    |       |
| 25. Mai | Franz Tibor Hollós                      | ungarischstämmiger katholischer Priester und Rechtswissenschaftler                                              | 48    |       |
| 25. Mai | Hans Janowitz                           | deutscher Autor                                                                                                 | 63    |       |
| 26. Mai | Lionel Conacher                         | kanadischer Allroundsportler und Politiker                                                                      | 52    |       |
| 26. Mai | Frederick Doidge                        | neuseeländischer Politiker, Journalist und Politiker                                                            | 70    |       |
| 26. Mai | Waldemar Gurian                         | deutsch-amerikanischer Politikwissenschaftler                                                                   | 52    |       |
| 26. Mai | Ebba Hay                                | schwedische Tennisspielerin                                                                                     | 87    |       |
| 25. Mai | Albert Helgerud                         | norwegischer Sportschütze                                                                                       | 77    |       |
| 26. Mai | Johann Kuhn                             | deutscher Landwirt und Politiker                                                                                | 76    |       |
| 26. Mai | Omer Nishani                            | albanischer Politiker                                                                                           | 67    |       |
| 26. Mai | Franz Pfemfert                          | deutscher Publizist, Herausgeber, Literaturkritiker und Fotograf                                                | 74    |       |
| 26. Mai | August Rosenkranz                       | deutscher Politiker (SPD), MdL                                                                                  | 68    |       |
| 27. Mai | L. M. Gensman                           | US-amerikanischer Politiker                                                                                     | 75    |       |
| 27. Mai | Fritz von Herzmanovsky-Orlando          | österreichischer Schriftsteller und Zeichner                                                                    | 77    |       |
| 27. Mai | Arthur Koepchen                         | deutscher Manager, technischer Vorstand des RWE                                                                 | 75    |       |
| 27. Mai | Jacobus Schoemaker                      | niederländischer Fußballspieler                                                                                 | 71    |       |
| 28. Mai | Karl Noti                               | ungarischer Drehbuchautor                                                                                       | 62    |       |
| 28. Mai | Elisabeth Ohlhoff                       | deutsche Sopranistin                                                                                            | 69    |       |
| 29. Mai | Elizabeth Shippen Green                 | US-amerikanische Illustratorin                                                                                  | 82    |       |
| 30. Mai | Joe Blewitt                             | britischer Langstreckenläufer und Hindernisläufer                                                               | 58    |       |
| 30. Mai | August Steiger                          | Schweizer Lehrer und Sprachpfleger                                                                              | 79    |       |
| 30. Mai | Hermann Westphal                        | deutscher Maler und Grafiker                                                                                    | 71    |       |
| 30. Mai | Johann Westphal                         | deutscher Politiker (KPD), MdHB                                                                                 | 67    |       |
| 31. Mai | Guglielmo Barnabò                       | italienischer Schauspieler                                                                                      | 66    |       |
| 31. Mai | Eugen Ernst                             | deutscher Politiker (SPD, SED)                                                                                  | 89    |       |
| 31. Mai | Arthur Klengel                          | deutscher Heimatforscher                                                                                        | 72    |       |
| 31. Mai | Rudolf Massini der Jüngere              | Schweizer Arzt und Professor der Inneren Medizin                                                                | 73    |       |
| 31. Mai | Wilhelm Stolz                           | deutscher Industrieller                                                                                         | 93    |       |
| 31. Mai | Garland Wilson                          | US-amerikanischer Jazzpianist                                                                                   | 44    |       |
| Mai     | Albert Ackermann                        | deutscher Unternehmer                                                                                           |       |       |
| Mai     | Emil Mamelok                            | Schweizer Schauspieler                                                                                          | 71    |       |
| Mai     | Antanas Staugaitis                      | litauischer Politiker                                                                                           | 78    |       |

## Juni
| Tag      | Name                                 | Beruf, bekannt als                                                                                             | Alter | Beleg |
| -------- | ------------------------------------ | --- | ----- | ----- |
| 1. Juni  | Martin Andersen Nexø                 | dänischer Schriftsteller                                                                                       | 84    |       |
| 1. Juni  | Rudolf Mueller                       | deutscher Politiker, Oberbürgermeister von Darmstadt (1929–1933)                                               | 84    |       |
| 1. Juni  | Anton Neumayr                        | deutscher nationalistisch-protestantischer Publizist, Kopf des Hamburger Kreises                               | 71    |       |
| 1. Juni  | James Settle[neue Notiz]             | englischer Fußballspieler                                                                                      | 78    |       |
| 2. Juni  | Henry de Buys Roessingh              | deutscher Maler                                                                                                | 54    |       |
| 2. Juni  | Otto Schönherr Edler von Schönleiten | österreichischer Offizier, Offizier der deutschen Wehrmacht                                                    | 66    |       |
| 4. Juni  | Ida Bauer                            | österreichisch-deutsche Theaterschauspielerin                                                                  |       |       |
| 4. Juni  | Harold G. Hoffman                    | US-amerikanischer Politiker (Republikanische Partei)                                                           | 58    |       |
| 4. Juni  | Freydoun Malkom                      | iranischer Fechter                                                                                             | 78    |       |
| 4. Juni  | Franz Stapelfeldt                    | deutscher Werftdirektor                                                                                        | 77    |       |
| 4. Juni  | Jean Verheyen                        | belgischer Radrennfahrer                                                                                       | 58    |       |
| 4. Juni  | Josef Zorn                           | deutscher Politiker (Zentrum), MdR                                                                             | 69    |       |
| 5. Juni  | Max Eitel                            | deutscher Gastronomieunternehmer in Chicago                                                                    | 71    |       |
| 5. Juni  | Ewgeni Gegetschkori                  | georgischer Politiker                                                                                          |       |       |
| 5. Juni  | Adolf Wächter                        | deutscher Oberbürgermeister und Ehrenbürger der Stadt Bamberg                                                  | 81    |       |
| 6. Juni  | Josef Bohatec                        | tschechischer Philosoph und Theologe                                                                           | 78    |       |
| 6. Juni  | Fritz Kasparek                       | österreichischer Alpinist                                                                                      | 43    |       |
| 6. Juni  | Josef Niederprüm                     | deutscher Bankier und Politiker (CDP, CDU)                                                                     | 63    |       |
| 7. Juni  | Edmund Kurt Heller                   | deutscher Germanist und Hochschullehrer                                                                        | 70    |       |
| 7. Juni  | Kurt von Lersner                     | deutscher Diplomat und Politiker (DVP), MdR                                                                    | 70    |       |
| 7. Juni  | Jacob Lutz                           | deutscher Architekt                                                                                            | 70    |       |
| 7. Juni  | Maury Maverick                       | US-amerikanischer Politiker                                                                                    | 58    |       |
| 7. Juni  | Carlo Septimus Picht                 | Offizier und Biograf                                                                                           | 66    |       |
| 7. Juni  | Michael Pinter                       | österreichischer Politiker (SPÖ), Landtagsabgeordneter im Burgenland                                           | 54    |       |
| 7. Juni  | Juri Wassiljewitsch Schumski         | sowjetischer Filmschauspieler und Theaterregisseur                                                             | 66    |       |
| 7. Juni  | Sigurd Smebye                        | norwegischer Turner                                                                                            | 68    |       |
| 7. Juni  | Alan Turing                          | britischer Logiker, Mathematiker und Kryptoanalytiker                                                          | 41    |       |
| 7. Juni  | Friedrich Heinrich Zinckgraf         | deutscher Galerist, Kunsthändler und Philatelist                                                               | 75    |       |
| 8. Juni  | Fritz Fürst                          | deutscher Fußballspieler                                                                                       | 62    |       |
| 8. Juni  | Arschak Tschobanjan                  | armenischer Schriftsteller, Übersetzer und Diplomat                                                            | 81    |       |
| 8. Juni  | Percyval Tudor-Hart                  | kanadischer Maler, Bildhauer, Designer, Gemälderestaurator und Lehrer                                          | 80    |       |
| 9. Juni  | Dixie Gilmer                         | US-amerikanischer Politiker                                                                                    | 53    |       |
| 9. Juni  | Arthur Greenwood                     | britischer Politiker (Labour Party), Mitglied des House of Commons                                             | 74    |       |
| 9. Juni  | Alain LeRoy Locke                    | US-amerikanischer Philosoph                                                                                    | 67    |       |
| 9. Juni  | Karl Röck                            | österreichischer Autor                                                                                         | 71    |       |
| 9. Juni  | Martin Scheible                      | deutscher Bildhauer und Holzschnitzer                                                                          | 81    |       |
| 10. Juni | Charles Francis Adams III            | US-amerikanischer Politiker                                                                                    | 87    |       |
| 10. Juni | Maria von Bayern                     | Prinzessin von Bayern                                                                                          | 81    |       |
| 10. Juni | Julius Mülhens                       | deutscher Verwaltungsbeamter und Landrat                                                                       | 74    |       |
| 10. Juni | Gret Niggli                          | Schweizer Malerin                                                                                              | 72    |       |
| 10. Juni | Mathilde Paravicini                  | Schweizer Humanistin                                                                                           | 79    |       |
| 10. Juni | Léonce de Saint-Martin               | französischer Organist                                                                                         | 67    |       |
| 10. Juni | Ferdinand Zeeb                       | württembergischer Politiker (KPD), MdL Württemberg-Hohenzollern                                                | 60    |       |
| 11. Juni | Waldemar Braun                       | deutscher Unternehmer                                                                                          | 76    |       |
| 11. Juni | Alfons David                         | deutscher Reichsgerichtsrat                                                                                    | 87    |       |
| 11. Juni | Leon Rains                           | US-amerikanischer Opernsänger (Bass), Schauspieler und Gesangspädagoge                                         | 83    |       |
| 11. Juni | José Luis Roncallo                   | argentinischer Pianist, Bandleader und Tangokomponist                                                          | 78    |       |
| 12. Juni | Renato Ballerini                     | italienischer Maler, Bildhauer, Illustrator und Journalist                                                     | 77    |       |
| 12. Juni | Sergei Sergejewitsch Judin           | russischer Chirurg und Wissenschaftler                                                                         | 62    |       |
| 12. Juni | Stijepo Perić                        | kroatischer Außenminister (1943–1944)                                                                          | 57    |       |
| 13. Juni | Ernst Hugo Brehme                    | deutscher bzw. mexikanischer Fotograf                                                                          | 71    |       |
| 13. Juni | Jay Johnson                          | US-amerikanischer Bigband-Sänger                                                                               | 26    |       |
| 13. Juni | Wilhelm Sellmer                      | deutscher Jurist                                                                                               | 76    |       |
| 14. Juni | Wilhelm Götze                        | deutscher Puppenspieler                                                                                        | 83    |       |
| 14. Juni | Hermann Loerbroks                    | deutscher Richter und Generalstaatsanwalt                                                                      | 70    |       |
| 14. Juni | Johannes Herman Frederik Umbgrove    | niederländischer Geologe und Geowissenschaftler                                                                | 55    |       |
| 16. Juni | Christian von Hofe                   | deutscher Physiker                                                                                             | 83    |       |
| 16. Juni | Paul Welsch                          | französischer Maler                                                                                            | 64    |       |
| 17. Juni | Edmund Noortwyck                     | deutscher Jurist, Verwaltungsbeamter und Politiker                                                             | 64    |       |
| 18. Juni | Karl von Le Suire                    | deutscher Offizier, zuletzt General der Gebirgstruppe im Zweiten Weltkrieg                                     | 55    |       |
| 18. Juni | Zygmunt Modzelewski                  | polnischer Politiker, Mitglied des Sejm, Ökonom und Außenminister                                              | 54    |       |
| 18. Juni | Anton Neumayr                        | österreichischer Politiker und Bürgermeister der Stadt Salzburg                                                | 67    |       |
| 18. Juni | Wilhelm Weirich                      | Generalsuperintendent von Westfalen                                                                            | 75    |       |
| 19. Juni | Joseph Rider Farrington              | US-amerikanischer Politiker                                                                                    | 56    |       |
| 19. Juni | Valdemar Holbøll                     | dänischer Politiker und Kirchenminister                                                                        | 82    |       |
| 19. Juni | Lester C. Hunt                       | US-amerikanischer Politiker (Demokratische Partei)                                                             | 61    |       |
| 19. Juni | Feliks Kostrzębski                   | polnischer Radrennfahrer                                                                                       | 55    |       |
| 19. Juni | Morimoto Seigo                       | japanischer Mathematiker                                                                                       | 54    |       |
| 20. Juni | Bernhard Buchholz                    | deutscher Politiker (Zentrum), MdR                                                                             | 83    |       |
| 20. Juni | Josef Fanta                          | tschechischer Architekt                                                                                        | 97    |       |
| 20. Juni | Hugo Moro                            | österreichischer Pädagoge und Mundartdichter                                                                   | 89    |       |
| 21. Juni | Walter Lundin                        | US-amerikanischer Kameramann                                                                                   | 62    |       |
| 21. Juni | Gideon Sundbäck                      | schwedischer Erfinder                                                                                          | 74    |       |
| 22. Juni | Karl Taylor Compton                  | US-amerikanischer Physiker                                                                                     | 66    |       |
| 22. Juni | Adolf Schmidlin                      | deutscher Kunstmaler                                                                                           | 86    |       |
| 22. Juni | Hermann Trebbin                      | Heimatforscher und Lehrer in Müllrose                                                                          | 73    |       |
| 23. Juni | Karl Bröking                         | deutscher SS-Führer                                                                                            | 58    |       |
| 23. Juni | Georgius Damen                       | niederländischer Radrennfahrer                                                                                 | 67    |       |
| 23. Juni | Paddy Hehir                          | australischer Radrennfahrer                                                                                    | 64    |       |
| 23. Juni | Salih Omurtak                        | türkischer General                                                                                             |       |       |
| 24. Juni | Gertrud Almqvist-Brogren             | schwedische Schriftstellerin                                                                                   | 78    |       |
| 24. Juni | Thomas Denman, 3. Baron Denman       | Generalgouverneur Australiens                                                                                  | 79    |       |
| 24. Juni | Peter Hughes                         | irischer Politiker (Sinn Féin und Cumann na nGaedheal)                                                         |       |       |
| 24. Juni | Albrecht Eugen von Württemberg       | Herzog von Württemberg, Offizier                                                                               | 59    |       |
| 25. Juni | Alphonse Dommergue                   | französischer Politiker, Mitglied der Nationalversammlung                                                      | 80    |       |
| 25. Juni | Pablo Mariaselvam                    | indischer Ordensgeistlicher, Bischof von Vellore                                                               | 57    |       |
| 25. Juni | Eduard Meijers                       | niederländischer Jurist und Hochschullehrer                                                                    | 74    |       |
| 26. Juni | Carl Ludwig Doerr                    | deutscher Politiker (NSDAP), MdR und SA-Führer                                                                 | 66    |       |
| 26. Juni | Jakob von Ghazir                     | libanesischer Kapuziner, Seliger                                                                               | 79    |       |
| 26. Juni | Philipp Schweinfurth                 | deutsch-baltischer Kunsthistoriker                                                                             | 66    |       |
| 27. Juni | Francis Casadesus                    | französischer Komponist, Pianist und Lehrer                                                                    | 83    |       |
| 27. Juni | Richard Gans                         | deutscher Physiker                                                                                             | 74    |       |
| 27. Juni | Richard Greiling                     | deutscher Unternehmer                                                                                          | 72    |       |
| 27. Juni | Theodor Loos                         | deutscher Schauspieler                                                                                         | 71    |       |
| 27. Juni | Giovanni Rossignoli                  | italienischer Radrennfahrer                                                                                    | 71    |       |
| 27. Juni | Hermann Schröter                     | deutscher Politiker (DNVP), MdR                                                                                | 81    |       |
| 28. Juni | Franz Mattenklott                    | deutscher Offizier, zuletzt General der Infanterie im Zweiten Weltkrieg                                        | 69    |       |
| 28. Juni | Rudolf Wewerka                       | deutscher Bildhauer und Künstler                                                                               | 64    |       |
| 29. Juni | Hugo Dingler                         | deutscher Philosoph und Wissenschaftstheoretiker                                                               | 72    |       |
| 29. Juni | Luigi Gasparotto                     | italienischer Politiker, Mitglied der Camera dei deputati                                                      | 81    |       |
| 29. Juni | Ludwig Schmitz                       | deutscher Schauspieler                                                                                         | 70    |       |
| 29. Juni | Torsten Svensson                     | schwedischer Fußballspieler                                                                                    | 52    |       |
| 30. Juni | Karl Feucht                          | deutscher Flugzeugmechaniker und Polarflieger                                                                  | 60    |       |
| 30. Juni | Georg Hartmann                       | deutscher Kirchenmusikkomponist und Heimatschriftsteller                                                       | 67    |       |
| 30. Juni | Emile Obrist                         | Schweizer Unternehmer und Politiker                                                                            | 84    |       |
| 30. Juni | Andrass Samuelsen                    | Løgmaður (Ministerpräsident) der Färöer (1948–1950)                                                            | 80    |       |
| 30. Juni | Max Welcker                          | deutscher Volksschullehrer, Komponist, Organist, Chorleiter, Musikpädagoge und Herausgeber musikalischer Werke | 75    |       |
| Juni     | Jacques Bachrach                     | österreichischer Drehbuchautor                                                                                 | 61    |       |